# Paul Snowden Lewis
Paul Snowden Lewis (* 1. November 1966 in Adelaide) ist ein ehemaliger australischer Hockeyspieler, der mit der australischen Hockeynationalmannschaft 1992 Olympiazweiter und 1996 Olympiadritter war.

## Sportliche Karriere
Bei den Olympischen Spielen 1992 in Barcelona siegten die Australier in vier Spielen der Vorrunde und spielten gegen die Deutschen unentschieden. Nach ihrem Halbfinalsieg über die Niederländer trafen die Australier im Finale wieder auf die deutsche Mannschaft und unterlagen mit 1:2. Lewis wirkte in allen sieben Spielen mit und erzielte insgesamt drei Tore, davon eins im Halbfinale. 1994 war Australien Gastgeber der Weltmeisterschaft in Sydney. Die australische Mannschaft unterlag im Halbfinale den Niederländern mit 1:3. Im Kampf um Bronze bezwangen die Australier die deutsche Mannschaft mit 5:2. Lewis erzielte in sieben Spielen vier Tore und war damit erfolgreichster Torschütze seiner Mannschaft.
Zwei Jahre später bei den Olympischen Spielen 1996 in Atlanta qualifizierten sich die Australier trotz einer Vorrundenniederlage gegen die Niederländer für das Halbfinale. Nach der Halbfinalniederlage gegen die Spanier trafen die Australier im Spiel um Bronze auf die Deutschen und gewannen mit 3:2. Lewis war in allen sieben Spielen dabei und erzielte einen Treffer in der Vorrunde. Bei der Weltmeisterschaft 1998 in Utrecht unterlagen die Australier im Halbfinale den niederländischen Herren mit 2:6. Das Spiel um Bronze verloren sie gegen die Deutschen mit 0:1.
Der 1,80 m große Paul Snowden Lewis wirkte in 207 Länderspielen mit, in denen er 74 Tore erzielte.